# تام واتر (واشینگتن)
تام واتر (به انگلیسی: Tumwater) شهری در شهرستان ترستن، ایالت واشنگتن است که در سرشماری سال ۲۰۱۰ میلادی، ۱۷۳۷۱ نفر جمعیت داشته است. 